# C'est dur d'être un homme : Okinawa mon amour
Série C'est dur d'être un homme
C'est dur d'être un homme : L'Américain
(1979) C'est dur d'être un homme : Un drôle de père
(1980)
Pour plus de détails, voir Fiche technique et Distribution.
C'est dur d'être un homme : Okinawa mon amour (男はつらいよ 寅次郎ハイビスカスの花, Otoko wa tsurai yo: Torajirō haibisukasu no hana) est un film japonais réalisé par Yōji Yamada et sorti en 1980. C'est le 25e film de la série C'est dur d'être un homme.

## Synopsis
Lors d'une livraison pour le magasin Toraya Hiroshi, le beau-frère de Tora-san, rencontre Lily. Il l'invite à dîner à Shibamata mais elle décline avec regret l'offre car elle est prise par ses activités de chanteuse de cabaret.
Un mois plus tard, Tora-san, le colporteur itinérant et mouton noir de la famille Kuruma, rentre chez lui au moment même où le facteur apporte une lettre qui lui est destinée. Lily est tombée gravement malade durant sa tournée à Okinawa, elle demande à voir Tora-san à l'hôpital de Naha. Le voyage en train et en bateau dure trois jours, la sœur de Tora-san, Sakura, lui achète un billet d'avion pour qu'il puisse se rendre au chevet de Lily en quelques heures.
Terrifié à l'idée de voler, Tora-san qui n'a jamais pris l'avion s'accroche à un poteau et refuse de monter dans l'avion. Il est finalement persuadé de monter à bord par des hôtesses de l'air.
À l'hôpital de Naha, il retrouve Lily et commence à s'occuper d'elle avec attention. Lily finit par doucement se remettre, elle est autorisée à quitter l'hôpital et tous les deux s'installent dans une pièce louée à la famille Kunigami pour sa convalescence. Dans la chaleur étouffante de l'été, une intimité inhabituelle pour Tora-san s'installe entre Lily et lui.

## Fiche technique
- Titre : C'est dur d'être un homme : Okinawa mon amour[1]
- Titre original : 男はつらいよ 寅次郎ハイビスカスの花 (Otoko wa tsurai yo: Torajirō haibisukasu no hana?)
- Réalisation : Yōji Yamada
- Scénario : Yōji Yamada et Yoshitaka Asama
- Photographie : Tetsuo Takaha (ja)
- Montage : Iwao Ishii (ja)
- Musique : Naozumi Yamamoto
- Décors : Mitsuo Degawa
- Producteur : Kiyoshi Shimazu
- Société de production : Shōchiku
- Pays de production :  Japon
- Langue originale : japonais
- Format : couleur — 2,35:1 — 35 mm — son mono
- Genres : comédie dramatique ; romance
- Durée : 104 minutes[2] (métrage : huit bobines - 2 849 m[2])
- Dates de sortie :
  - Japon : 2 août 1980[2]

## Distribution
- Kiyoshi Atsumi : Torajirō Kuruma / Tora-san / Nezumi Kozō Torakichi (rêve de Tora-san)
- Chieko Baishō : Sakura Suwa, sa demi-sœur / Osaku (rêve de Tora-san)
- Masami Shimojō (ja) : Ryūzō Kuruma, son oncle
- Chieko Misaki (ja) : Tsune Kuruma, sa tante
- Gin Maeda (en) : Hiroshi Suwa, le mari de Sakura
- Hayato Nakamura : Mitsuo Suwa, le fils de Sakura et de Hiroshi
- Ruriko Asaoka : Kiyoko Matsuoka, alias Lily
- Jun Etō (ja) : Takashi Kunigami
- Yoshiko Hazama (ja) : la mère de Takashi
- Masane Tsukayama : médecin à l'hôpital de Naha
- Hisao Dazai (ja) : Umetarō Katsura, le voisin imprimeur
- Gajirō Satō (ja) : Genko
- Chishū Ryū : Gozen-sama, le grand prêtre

## Autour du film

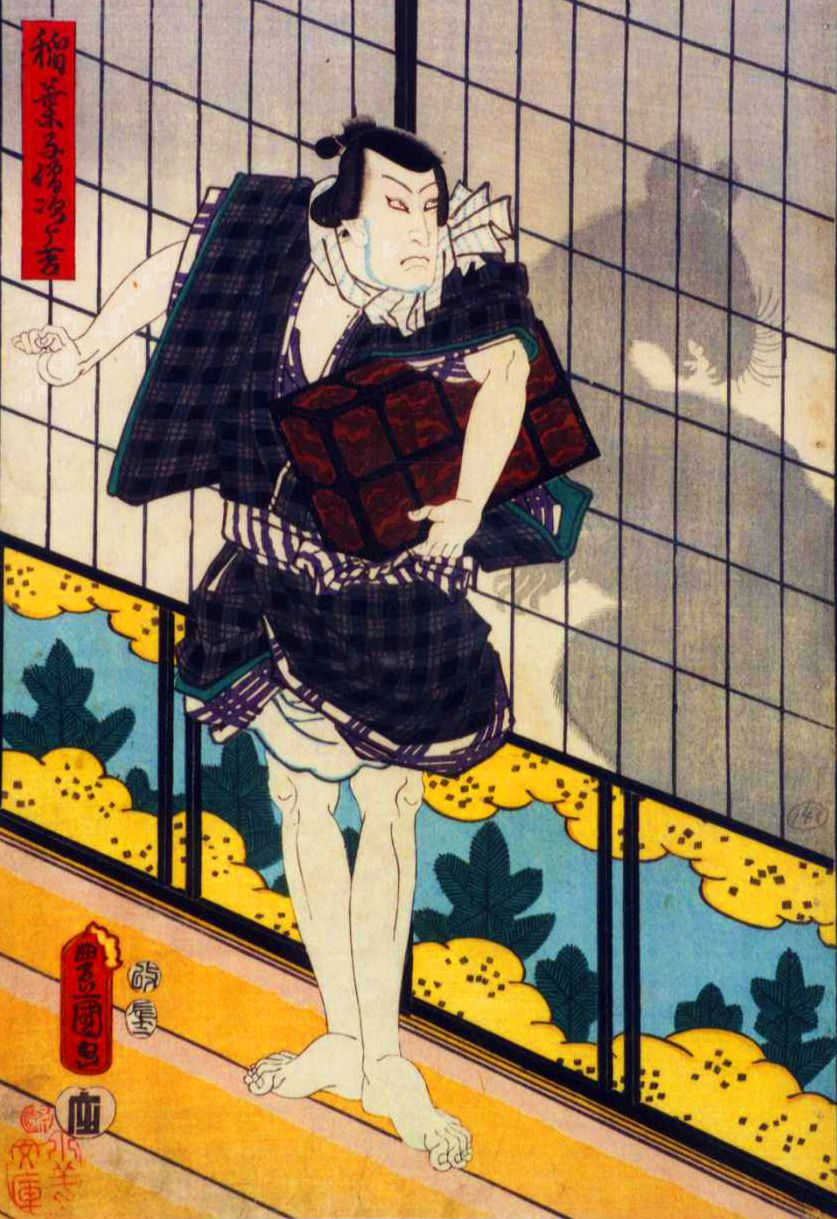
(1812–66) dans le rôle de Nezumi-kozō Jirokichi en 1857.

Dans son rêve au début de film, Tora-san incarne le personnage de Nezumi Kozō Torakichi. Nezumi Kozō (litt. « le garçon rat ») est le surnom de Nakamura Jirokichi, un voleur japonais et héros populaire qui vécut à Edo durant l'époque d'Edo. Ses exploits sont célébrés dans le théâtre kabuki, au cinéma et dans des chansons populaires.
Le film est repris en 1997, un an après la mort de l'acteur Kiyoshi Atsumi, sous le titre : C'est dur d'être un homme : Retour à Okinawa. Il est présenté avec une nouvelle introduction dans laquelle Mitsuo Suwa, le neveu de Tora-san interprété par Hidetaka Yoshioka, se remémore la relation privilégiée qu'a entretenu son oncle avec la chanteuse Lily.

## Distinctions

### Récompenses
1981 : prix de la meilleure actrice pour Chieko Baishō et prix du meilleur scénario pour Yōji Yamada et Yoshitaka Asama lors des Japan Academy Prize

### Nominations
1981 : prix du meilleur réalisateur pour Yōji Yamada et prix du meilleur acteur pour Kiyoshi Atsumi lors des Japan Academy Prize